# Варнекур
Варнеку́р (фр. Warnécourt) — коммуна во Франции, находится в регионе Шампань — Арденны. Департамент коммуны — Арденны. Входит в состав кантона Западно-центральный Мезьер. Округ коммуны — Шарлевиль-Мезьер.
Код INSEE коммуны — 08498.
Коммуна расположена приблизительно в 195 км к северо-востоку от Парижа, в 90 км севернее Шалон-ан-Шампани, в 7 км к юго-западу от Шарлевиль-Мезьера.

## Население
Население коммуны на 2008 год составляло 372 человека.
| 1962 | 1968 | 1975 | 1982 | 1990 | 1999 | 2008 |
| ---- | ---- | ---- | ---- | ---- | ---- | ---- |
| 133  | 136  | 168  | 324  | 373  | 387  | 372  |

## Экономика
В 2007 году среди 241 человек в трудоспособном возрасте (15—64 лет) 171 были экономически активными, 70 — неактивными (показатель активности — 71,0 %, в 1999 году было 72,1 %). Из 171 активных работали 160 человек (80 мужчин и 80 женщин), безработных было 11 (7 мужчин и 4 женщины). Среди 70 неактивных 23 человека были учениками или студентами, 33 — пенсионерами, 14 были неактивными по другим причинам.

## Фотогалерея

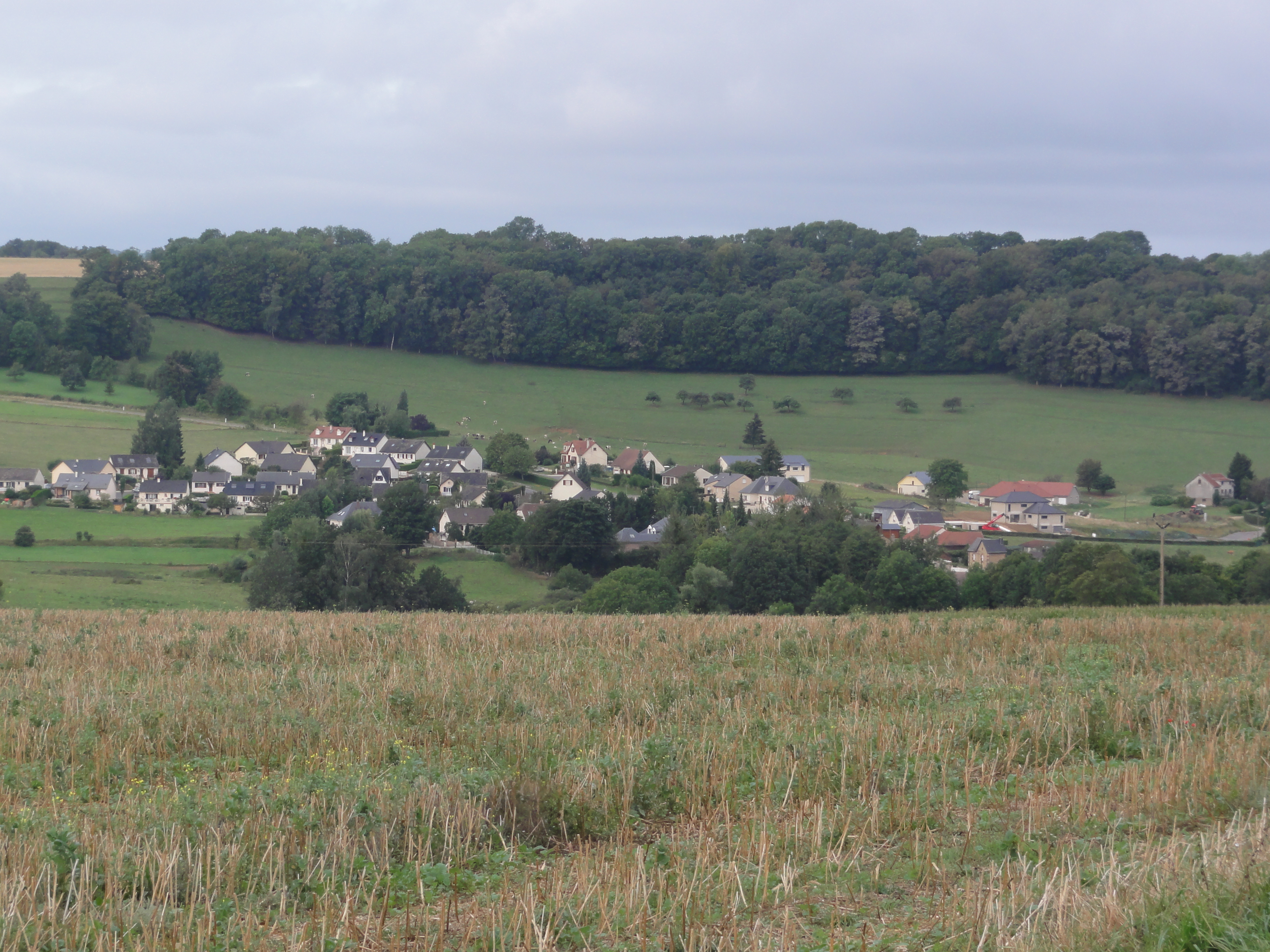
Варнекур
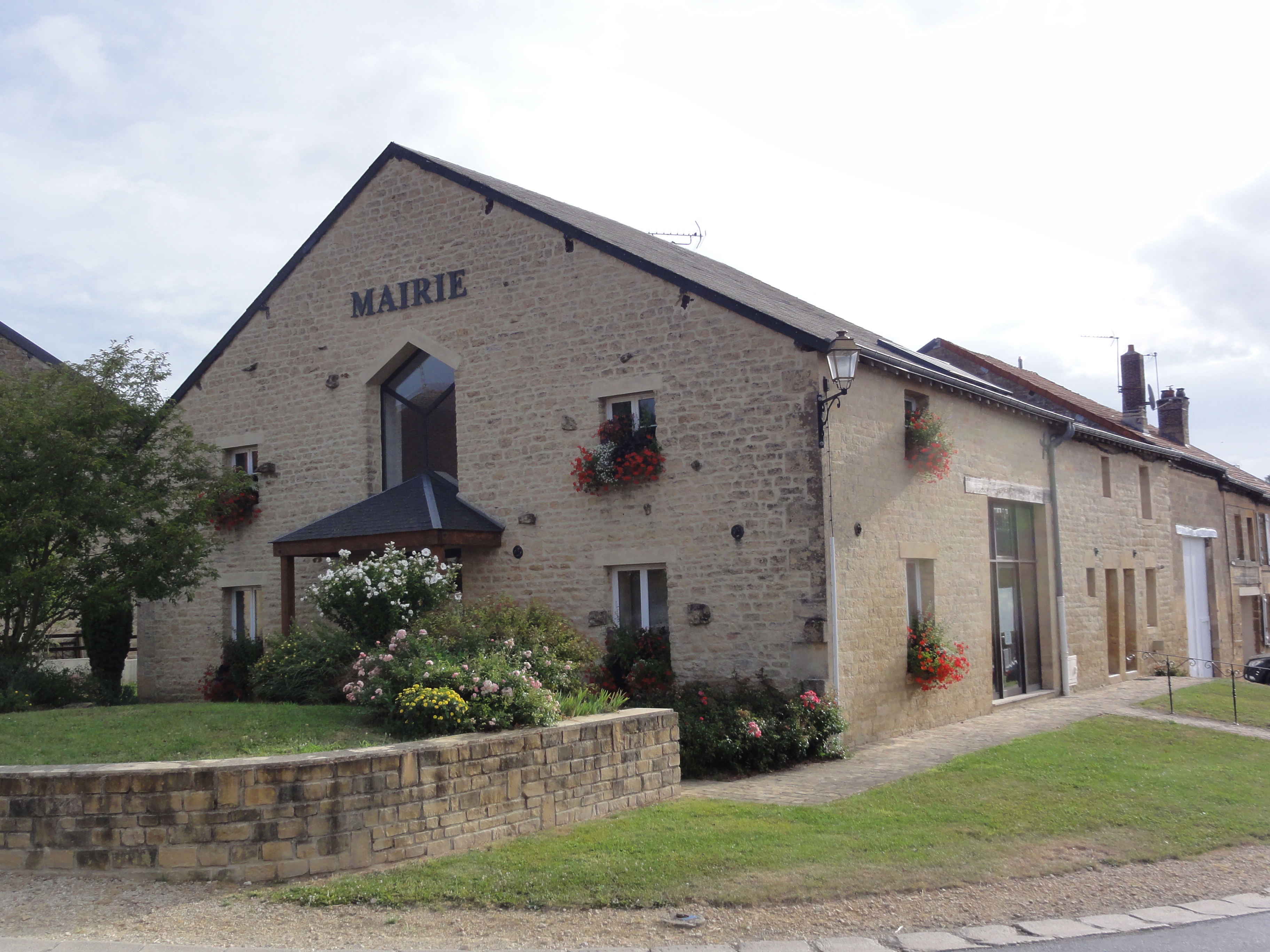
Мэрия
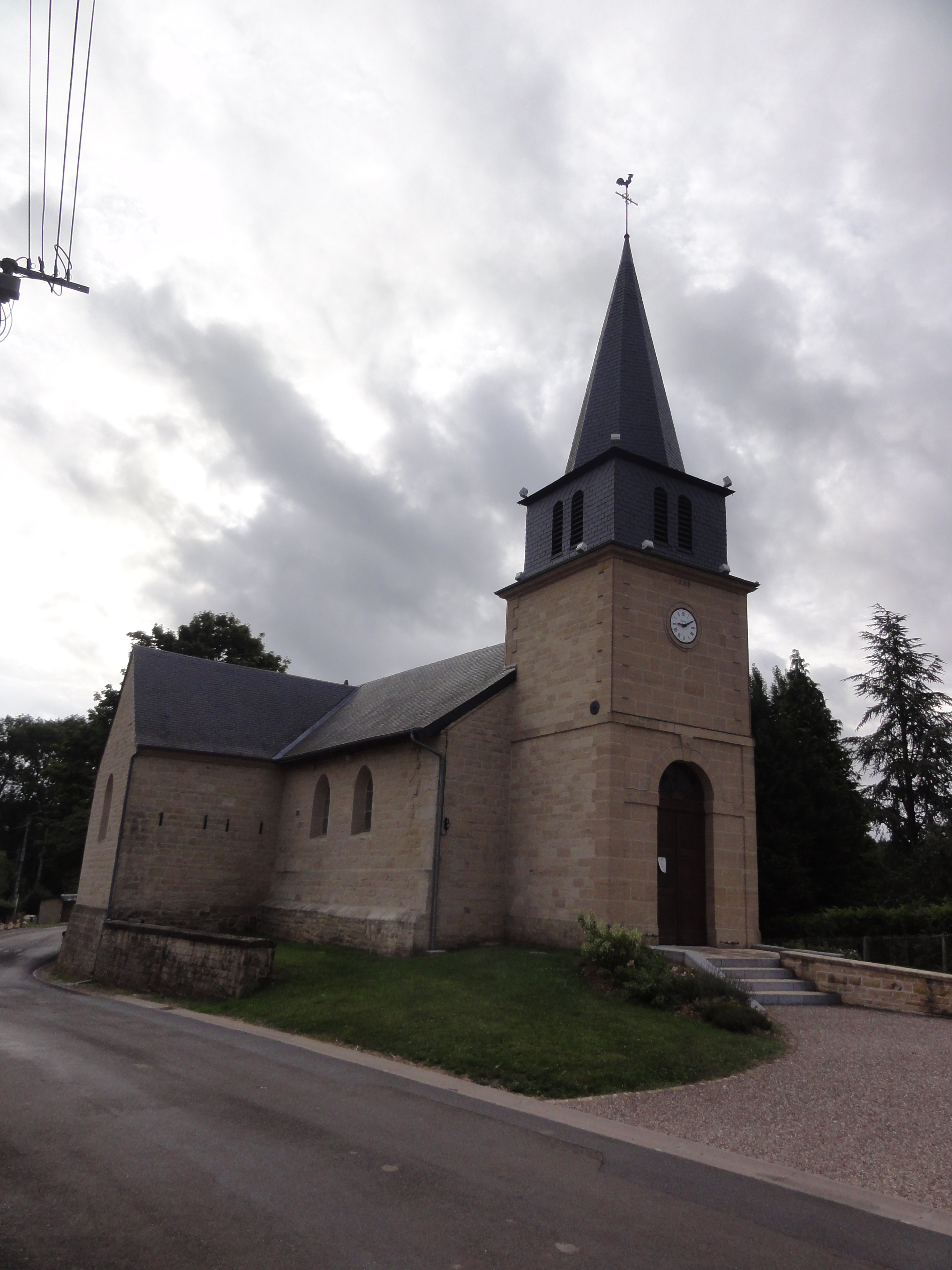
Церковь
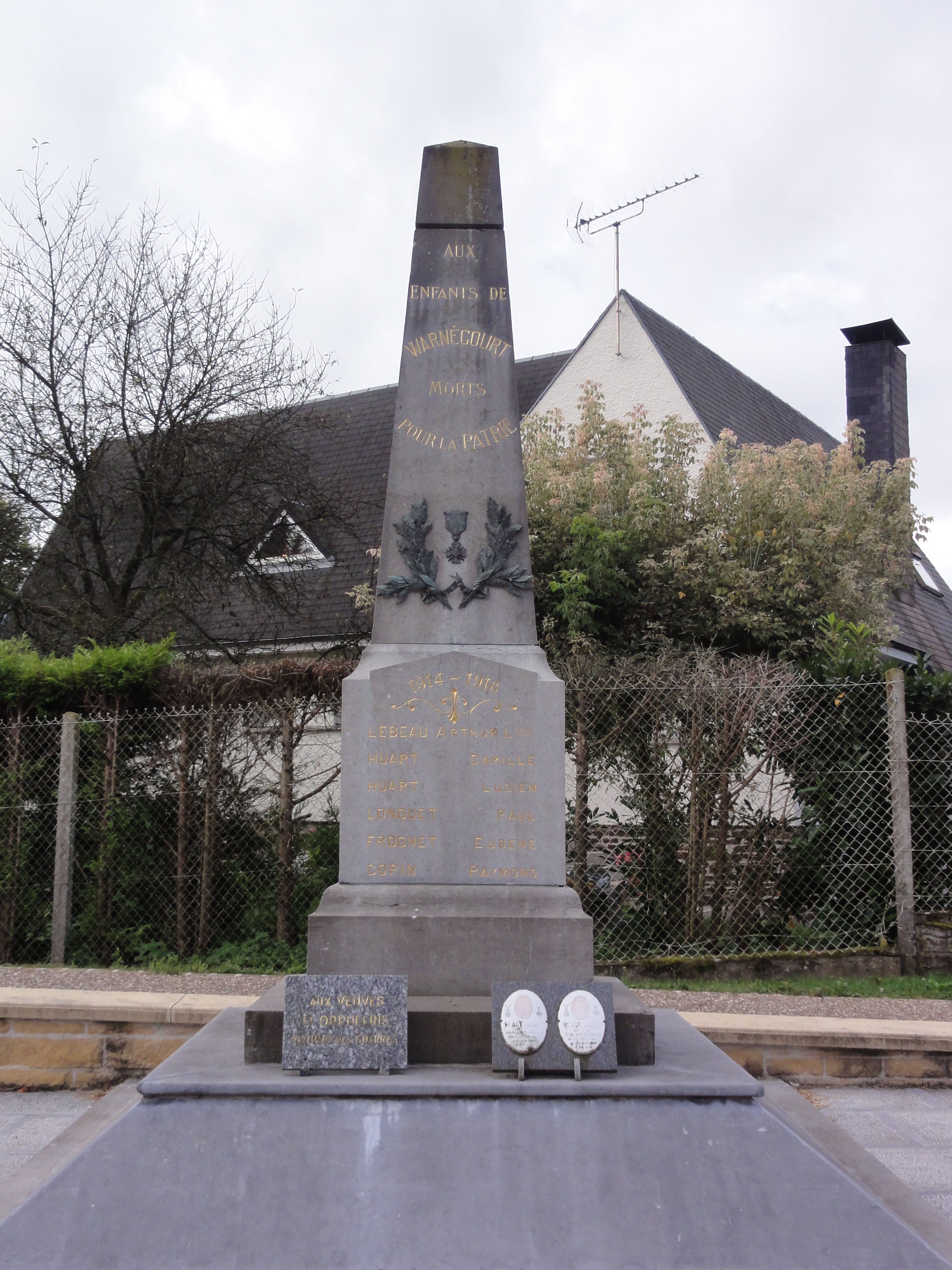
Памятник жителям Варнекура, погибшим в Первой мировой войне